# Takydromus kuehnei
Takydromus kuehnei е вид влечуго от семейство Същински гущери (Lacertidae). Видът не е застрашен от изчезване.

## Разпространение
Разпространен е във Виетнам, Китай (Гуандун, Гуанси, Гуейджоу и Хайнан) и Тайван.

## Описание
Популацията на вида е стабилна.